# Zapasy na Letnich Igrzyskach Olimpijskich 1972 – kategoria do 68 kg w stylu wolnym
Zmagania mężczyzn do 68 kg to jedna z dziesięciu męskich konkurencji w zapasach w stylu wolnym rozgrywanych podczas Letnich Igrzysk Olimpijskich 1972. Pojedynki w tej kategorii wagowej odbyły się w dniach 27 – 31 sierpnia.

## Zasady[1]
Punktacja opierała się na systemie "złych punktów karnych". Zwycięzca otrzymywał zero punktów za wygraną przez "tusz" (łopatki) lub dyskwalifikację; pół punktu za przewagę techniczną, a jeden za zwycięstwo na punkty. Dwa punkty przyznawano za remis, a dwa i pół za remis i pasywność. Za porażkę na punkty zawodnik otrzymywał trzy punkty. Przegrana przez przewagę techniczną skutkowała 3,5 punktami karnymi, a za łopatki lub dyskwalifikację przyznawano 4 punkty karne. Uzyskanie sześciu lub więcej punktów eliminowało zapaśnika z turnieju. Najlepsza trójka walczyła w rundzie finałowej.

## Klasyfikacja[2]
| Pozycja | Nazwisko               | Kraj              |
| ------- | ---------------------- | ----------------- |
| 1       | Dan Gable              | Stany Zjednoczone |
| 2       | Kikuo Wada             | Japonia           |
| 3       | Rusłan Aszuralijew     | ZSRR              |
| 4       | Cedendambyn Nacagdordż | Mongolia          |
| 4       | Ali Şahin              | Turcja            |
| 6       | Udo Schröder           | NRD               |
| 7       | Włodzimierz Cieślak    | Polska            |
| 8       | Petre Poalelungi       | Rumunia           |
| 9       | József Rusznyák        | Węgry             |
| 10      | Ismaił Juseinow        | Bułgaria          |
| 10      | Georges Carbasse       | Francja           |
| 10      | Stefanos Joanidis      | Grecja            |
| 13      | Klaus Rost             | RFN               |
| 13      | Josef Engel            | Czechosłowacja    |
| 15      | Eli’ezer Chalfin       | Izrael            |
| 16      | Ronald Ouellet         | Kanada            |
| 16      | Eduardo Quintero       | Kuba              |
| 16      | Joe Gilligan           | Wielka Brytania   |
| 19      | Jagrup Singh           | Indie             |
| 20      | André Chardonnens      | Szwajcaria        |
| 21      | Gabriel Ruz            | Meksyk            |
| 21      | Segundo Olmedo         | Panama            |
| 21      | Safer Sali             | Jugosławia        |
| 24      | Arona Mané             | Senegal           |
| 25      | Abdollah Mowahhed      | Iran              |

## Wyniki

### Pierwsza runda[3]
| Zwycięzca              | Punkty karne | Wynik     | Przegrany         | Punkty karne |
| ---------------------- | ------------ | --------- | ----------------- | ------------ |
| Ali Şahin              | 1            | Na punkty | Eli’ezer Chalfin  | 3            |
| Cedendambyn Nacagdordż | 1            | Na punkty | Jagrup Singh      | 3            |
| Rusłan Aszuralijew     | 1            | Na punkty | Ismaił Juseinow   | 3            |
| Abdollah Mowahhed      | 0,5          | Przewaga  | Segundo Olmedo    | 3,5          |
| Eduardo Quintero       | 1            | Na punkty | Gabriel Ruz       | 3            |
| Petre Poalelungi       | 1            | Na punkty | Josef Engel       | 3            |
| Udo Schröder           | 0            | Łopatki   | Arona Mané        | 4            |
| Stefanos Joanidis      | 0            | Łopatki   | Georges Carbasse  | 4            |
| Dan Gable              | 0            | Łopatki   | Safer Sali        | 4            |
| Klaus Rost             | 0            | Łopatki   | Ronald Ouellet    | 4            |
| Włodzimierz Cieślak    | 0,5          | Przewaga  | André Chardonnens | 3,5          |
| Kikuo Wada             | 0            | Łopatki   | Joe Gilligan      | 4            |
| József Rusznyák        | 0            | Bez walki |                   |              |

### Druga runda[4]
| Zwycięzca          | Punkty karne | Wynik       | Przegrany              | Punkty karne |
| ------------------ | ------------ | ----------- | ---------------------- | ------------ |
| Ali Şahin          | 2            | Na punkty   | József Rusznyák        | 3            |
| Eli’ezer Chalfin   | 4            | Na punkty   | Jagrup Singh           | 6            |
| Ismaił Juseinow    | 4            | Na punkty   | Cedendambyn Nacagdordż | 4            |
| Rusłan Aszuralijew | 1,5          | Przewaga    | Segundo Olmedo         | 7            |
| Josef Engel        | 3            | Łopatki     | Eduardo Quintero       | 5            |
| Petre Poalelungi   | 1            | Łopatki     | Gabriel Ruz            | 7            |
| Stefanos Joanidis  | 1            | Na punkty   | Udo Schröder           | 3            |
| Georges Carbasse   | 4            | Łopatki     | Arona Mané             | 8            |
| Ronald Ouellet     | 5            | Na punkty   | Safer Sali             | 7            |
| Dan Gable          | 0,5          | Przewaga    | Klaus Rost             | 3,5          |
| Joe Gilligan       | 5            | Na punkty   | André Chardonnens      | 6,5          |
| Kikuo Wada         | 1            | Na punkty   | Włodzimierz Cieślak    | 3,5          |
| Abdollah Mowahhed  |              | Wycofał się |                        |              |

### Trzecia runda[5]
| Zwycięzca              | Punkty karne | Wynik     | Przegrany         | Punkty karne |
| ---------------------- | ------------ | --------- | ----------------- | ------------ |
| József Rusznyák        | 3            | Łopatki   | Eli’ezer Chalfin  | 8            |
| Cedendambyn Nacagdordż | 5            | Na punkty | Ali Şahin         | 5            |
| Ismaił Juseinow        | 4            | Łopatki   | Eduardo Quintero  | 9            |
| Rusłan Aszuralijew     | 1,5          | Łopatki   | Josef Engel       | 7            |
| Petre Poalelungi       | 3            | Remis     | Udo Schröder      | 5            |
| Dan Gable              | 0,5          | Łopatki   | Stefanos Joanidis | 5            |
| Georges Carbasse       | 4            | Łopatki   | Ronald Ouellet    | 9            |
| Kikuo Wada             | 1,5          | Przewaga  | Klaus Rost        | 6,5          |
| Włodzimierz Cieślak    | 3,5          | Łopatki   | Joe Gilligan      | 9            |

### Czwarta runda[6]
| Zwycięzca              | Punkty karne | Wynik     | Przegrany         | Punkty karne |
| ---------------------- | ------------ | --------- | ----------------- | ------------ |
| Cedendambyn Nacagdordż | 5            | Łopatki   | József Rusznyák   | 7            |
| Ali Şahin              | 5            | Łopatki   | Ismaił Juseinow   | 8            |
| Rusłan Aszuralijew     | 1,5          | Łopatki   | Petre Poalelungi  | 7            |
| Udo Schröder           | 5            | Łopatki   | Georges Carbasse  | 8            |
| Włodzimierz Cieślak    | 4,5          | Na punkty | Stefanos Joanidis | 8            |
| Dan Gable              | 1,5          | Na punkty | Kikuo Wada        | 4,5          |

### Piąta runda[7]
| Zwycięzca              | Punkty karne | Wynik     | Przegrany           | Punkty karne |
| ---------------------- | ------------ | --------- | ------------------- | ------------ |
| Ali Şahin              | 6            | Na punkty | Rusłan Aszuralijew  | 4,5          |
| Cedendambyn Nacagdordż | 6            | Na punkty | Udo Schröder        | 8            |
| Dan Gable              | 1,5          | Łopatki   | Włodzimierz Cieślak | 8,5          |
| Kikuo Wada             | 4,5          | Bez walki |                     |              |

### Runda finałowa[8]
| Zwycięzca  | Punkty karne | Wynik     | Przegrany                              | Punkty karne |
| ---------- | ------------ | --------- | -------------------------------------- | ------------ |
| Dan Gable  | 2,5          | Na punkty | Kikuo Wada(zaliczony wynik z IV rundy) | 7,5          |
| Kikuo Wada | 8,5          | Na punkty | Rusłan Aszuralijew                     | 7,5          |
| Dan Gable  | 3,5          | Na punkty | Rusłan Aszuralijew                     | 10,5         |